# ليندا نولز
ليندا نولز (بالإنجليزية: Linda Knowles) (بالسويدية: Linda Hedmark) هي واثبة عالي سويدية وبريطانية، ولدت في 28 أبريل 1946.

## وصلات خارجية
- ليندا نولز على موقع الاتحاد الدولي لألعاب القوى (الإنجليزية)
- ليندا نولز على موقع اللجنة الأولمبية الدولية (الإنجليزية)
- ليندا نولز على موقع أوليمبيديا (الإنجليزية)
- ليندا نولز على موقع اللجنة الأولمبية البريطانية (الإنجليزية)